# Pinang (ö)
Ön Pinang (malaysiska:Pulau Pinang, kinesiska: 槟榔屿, engelska, Penang Island) är en del av delstaten Pinang i Malaysia, på den västra sidan av Malackahalvön. Den namngavs Prince of Wales Island när den ockuperades av  Brittiska Ostindiska kompaniet den 12 augusti 1786, för att hedra kronprinsens, senare kung Georg IV av Storbritanniens födelsedag. Huvudstaden George Town, namngavs efter den regerande kung Georg III av Storbritannien. Ön tillhörde senare Straits Settlements och Brittiska Malaya.